# Mazda Verisa
Mazda Verisa — субкомпактвэн от концерна Mazda, построенный на платформе Mazda DY и занимающий промежуточное положение между привычными хетчбэками и минивэнами. Выпускается исключительно для внутреннего японского рынка с 2004 года. Особенностью Mazda Verisa является модификация с полным приводом e4WD, в котором тяга на заднюю ось передаётся с помощью  Электродвигателя. Название автомобиля происходит от латинского veritas («правда», «истина») и английского satisfaction «удовлетворение».

Задний привод автомобиля

Mazda Verisa оснащается 1,5-литровым рядным 4-цилиндровым бензиновым двигателем ZY-VE мощностью 113 л.с., максимальный крутящий момент достигает 140 Н·м при 4000 об./мин. В качестве коробки передач, которой комплектуются все автомобили данной модели, авторы выбрали гидромеханическую четырёхступенчатую АКПП. Передняя подвеска выполнена на стойках Макфёрсона, задняя является торсионной балкой.
Помимо переднеприводных, выпускаются и полноприводные варианты Mazda Verisa. В обычных условиях тяга передаётся на передние колёса, а, если при помощи клавиши подключить и задний привод, в работу вступит расположенный у задних колёс вспомогательный тяговый электродвигатель. Название этой технологии — e-4WD. Привод на задние колёса работает только на скоростях до 20 км/ч и при превышении этого значения скорости автоматически отключается. При этом стоит отметить, что задний привод подключается только при условии, когда передний начинает пробуксовывать.
Автомобиль городской, предназначен для ровного асфальта и поэтому в нем вообще отсутствует шумо- и виброизоляция. Ковролин салона лежит прямо на железе. По этой причине в салоне достаточно шумно. В полноприводной версии нет запасного колеса, его место занимает электродвигатель задней оси. Электродвигатель задней оси получает питание от дополнительного, второго генератора на 48 вольт. Этот генератор приводится в движение приводным ремнем, который так же вращает и все остальное навесное оборудование ДВС.